# Río das Velhas
El río das Velhas (que en español significa, «río de las Viejas») es un río de Brasil de la cuenca del río São Francisco que discurre íntegramente por el estado de Minas Gerais. Sus fuentes se encuentran en la cachoeira das Andorinhas [cascada de las Golondrinas], en el municipio de Ouro Preto, siendo el mayor afluente en extensión del São Francisco, desaguando en este en la Barra do Guaicuí (unos 3.000 hab.), en el municipio de Várzea da Palma.

## Origen del nombre
Según el escritor Aníbal Machado, nacido en Sabará, el río era conocido por los indios como «Uaimií», y por los bandeirantes como «Guaicuí», de donde surge el nombre de Barra do Guaicuí del lugar donde desagua en el río São Francisco. En tupí-guaraní, «gwaimi» significa «velha» [vieja], y tanto en «Guaicuí» como en «Uaimií», la «i» final significa «rio».

## Importancia histórica
El río das Velhas tuvo un gran significado histórico para el desarrollo de la región central de Minas Gerais, siendo uno de los principales medios a través del cual se desarrolló el ciclo del oro (Ciclo do ouro). Desde su nacimiento, el río das Velhas pasa a través de varias ciudades históricas de la región, como Sabará (126.219 hab. en 2010), Santa Luzia (203.184 hab.) y Belo Horizonte (2.375.444 hab.).
Investigaciones académicas recientes indican que el río das Velhas puede haber sido la ruta original del descubrimiento de oro en Minas Gerais. Según esta teoría, los exploradores venidos del nordeste brasileño habrían remontado las orillas del río São Francisco y después del río das Velhas. Es una ruta mucho más larga que la ruta de Río de Janeiro o de São Paulo, pero es un camino más natural. Al llegar a la región central de Minas Gerais, los exploradores habrían descubierto el oro y las piedras preciosas y sólo entonces, conociendo la ubicación aproximada, los paulistas habrían subido a través de las selvas y sierras, por una ruta mucho más corta, pero también más difícil y peligrosa. La disputa por las minas en la región llevó a la guerra de los Emboabas (1708-09), al final de la cual la región —antes perteneciente a la capitanía de São Vicente— fue elevada a la categoría de capitanía, administrada directamente por la Corona portuguesa.[cita requerida]

## Situación actual

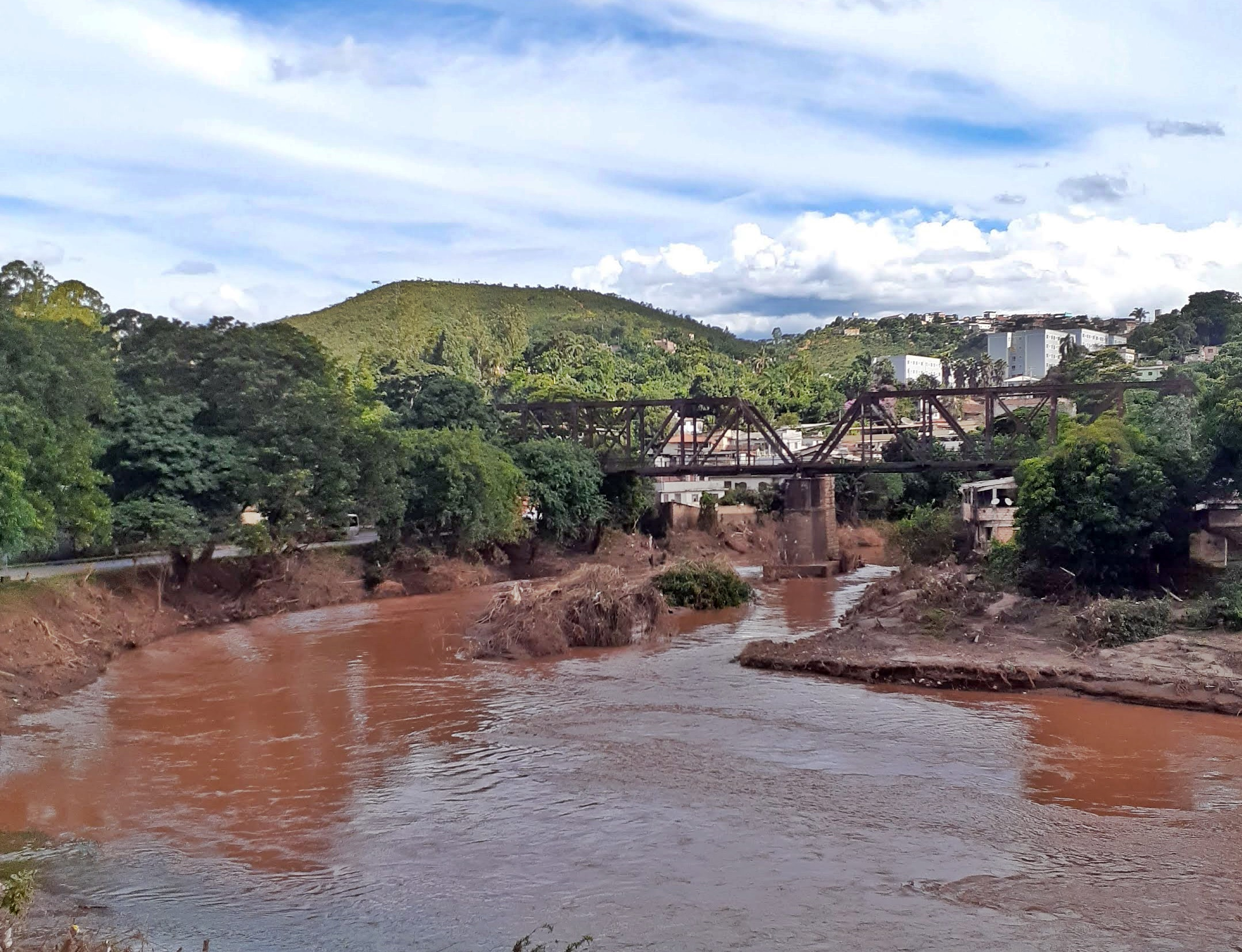
Rio das Velhas a su paso por el centro histórico de Sabará

En la Región Metropolitana de Belo Horizonte, el río das Velhas sufre una serie de interferencias. Gran parte de su volumen de agua es captado en la Estación de Tratamiento de Agua de Bela Fama. Más tarde, el río recibe una gran cantidad de aguas residuales a través de afluentes como el ribeirão Arrudas y el ribeirão do Onça, que cruzan la ciudad de Belo Horizonte. La degradación ambiental hace que el río das Velhas se presente en su tramo más conocido como un río de color rojizo (en gran parte debido a la presencia de mineral de hierro en el suelo de la región), "barrentas" [barro], extremadamente contaminado y lleno de sedimentos. Prácticamente, no hay apenas vida en el río a lo largo de ese tramo.
Debido a la importancia histórica y ambiental del río, en 1997 se inició el «Proyecto Manuelzão», diseñado por un grupo de profesores de la Facultad de Medicina de la Universidad Federal de Minas Gerais. Con el fin de devolver la vida a la cuenca del río das Velhas, el proyecto inició una serie de acciones destinadas a sensibilizar a la opinión pública, que se está llevando a cabo a través del establecimiento de políticas públicas municipales y estatales, y sobre todo, de controles más estrictos de los emisores de contaminación instalados en toda la cuenca. El proyecto tenía el ambicioso objetivo de revitalizar el río das Velhas hasta el año 2010.